# Moses Ashikodi
Moses Ashikodi (Lagos, 27 giugno 1987) è un ex calciatore inglese naturalizzato antiguo-barbudano, di ruolo attaccante.

## Carriera

### Club

#### Inizi
Cresciuto nelle giovanili dei londinesi del Millwall, viene aggregato alla prima squadra dei Lions (impegnata nella seconda divisione inglese) già nel 2002, ancora quindicenne, ed il 22 febbraio 2003 subentrando dalla panchina nell'incontro di campionato perso per 1-0 sul campo del Brighton diventa con la sua età di 15 anni e 240 giorni il più giovane esordiente nella storia del club e in generale il più giovane esordiente nel calcio professionistico inglese dal 1988; nel prosieguo della stagione gioca poi altre 4 partite di campionato, rimanendo aggregato alla prima squadra (in cui non gioca però ulteriori partite) anche durante la stagione 2003-2004 fino al febbraio del 2004, quando dopo un incidente fuori dal campo con il compagno di squadra Mark McCammon (minacciato da Moses con un coltello di plastica) viene inizialmente messo fuori rosa per poi il 29 aprile 2004 vedersi rescindere il contratto. Il 5 agosto 2004 dopo aver superato positivamente un provino viene ingaggiato con un contratto annuale dal West Ham Utd, club storicamente rivale del Millwall, a sua volta militante nella seconda divisione inglese; pochi giorni più tardi viene ceduto in prestito per quattro mesi al Gillingham, club di terza divisione, con cui esordisce il 20 agosto 2005 in una vittoria casalinga per 1-0 contro il Bournemouth. Durante il prestito gioca in totale 4 partite (tutte in campionato e tutte senza mai segnare), l'ultima delle quali arriva però solamente il 15 ottobre 2005, quando subentra dalla panchina a fine primo tempo ad Andy Hessenthaler nella sfida pareggiata per 0-0 in casa contro lo Yeovil Town venendo però espulso per doppia ammonizione 29 minuti dopo il suo ingresso in campo.

#### In Scozia
Tornato al West Ham, rimane in rosa con gli Hammers per altri due mesi senza mai giocare, e nel gennaio del 2006 viene ceduto agli scozzesi del Rangers, con cui firma un contratto fino al termine della stagione 2005-2006.
Di fatto, la sua unica presenza con il club scozzese consiste in un ingresso in campo dalla panchina nell'Old Firm pareggiato per 0-0 sul campo del Celtic il 23 aprile 2006; nonostante questo il suo contratto viene rinnovato per la stagione 2006-2007, nella quale rimane in squadra (senza mai giocare) fino al 1º gennaio 2007, quando viene ceduto ai londinesi del Watford, militanti nella prima divisione inglese, con i quali firma un contratto della durata di due anni e mezzo.

#### Watford e prestiti in terza divisione
Fa il suo esordio con la maglia degli Hornets già il 6 gennaio, quando nella vittoria per 4-1 ai danni dello Stockport County in FA Cup subentra dalla panchina e segna anche quello che, a conti fatti, è anche il suo primo gol in carriera in una competizione professionistica. Nel corso dei due mesi seguenti gioca poi 2 partite nella prima divisione inglese, e nel marzo del 2007 viene ceduto in prestito per un mese al Bradford City, club di terza divisione, che successivamente prolunga il prestito fino a fine stagione due settimane più tardi. Con i Bantams Ashikodi gioca in totale 8 partite di campionato, mettendovi anche a segno 2 reti (le sue prime in carriera in un campionato professionistico). Il prestito viene tuttavia interrotto il 16 aprile 2007, quando l'attaccante si frattura una gamba in uno scontro di gioco in una partita contro il Brighton.
Nel gennaio del 2008, appena ripresosi dall'infortunio, viene ceduto in prestito fino al termine della stagione 2007-2008 allo Swindon Town, nuovamente in terza divisione; dopo aver giocato 10 partite (senza mai segnare), nel mese di aprile è costretto a ritornare anzitempo al Watford per via di una complicazione sorta rispetto al precedente infortunio alla gamba (una vite nella placca inserita nella sua gamba nel precedente intervento chirurgico si era infatti allentata, richiedendo un nuovo intervento). Si riprende pienamente dal secondo intervento solamente nell'agosto del 2008, e subito dopo il Watford lo cede nuovamente in prestito in terza divisione, questa volta all'Hereford Utd per una durata di cinque mesi. Durante questa permanenza l'attaccante gioca in totale 8 partite (6 in campionato, una in Coppa di Lega ed una nel Football League Trophy), segnando un'unica rete, il 12 agosto 2006, nella partita di Coppa di Lega persa per 2-1 sul campo dei londinesi del Crystal Palace
Nel febbraio del 2009, appena rientrato dal prestito, rescinde in modo consensuale il suo contratto, che sarebbe comunque scaduto (e non sarebbe stato rinnovato) a fine stagione.

#### Shrewsbury Town
Lasciati gli Hornets sostiene un provino con il Luton Town (con la cui formazione Under-23 segna anche una rete in una partita del loro campionato contro i pari età del Peterborough Utd), non venendo però ingaggiato; sostiene poi un provino con lo Shrewsbury Town, club di quarta divisione, dove ancora una volta gioca una partita con l'Under-23 (questa volta realizzando una doppietta in un 5-0 casalingo ai danni dei pari età dello Sheffield Utd), ricevendo questa volta un contratto professionistico, fino al termine della stagione 2008-2009. Fa il suo esordio in partite ufficiali con la maglia degli Shrews il 28 febbraio 2009, quando subentra dalla panchina nella partita di campionato persa per 3-0 sul campo del Macclesfield Town; segna invece la sua prima ed unica rete in partite ufficiali con il club il successivo 7 marzo, quando è decisivo nel successo casalingo per 3-2 sul Notts County. Nell'arco della sua esperienza nello Shrewsbury Town gioca in totale 8 partite (a cui ne aggiunge 2 nei play-off, competizione in cui nella semifinale di ritorno, vinta ai calci di rigore contro il Tranmere, realizza un tiro dal dischetto), che a posteriori si rivelano anche essere, all'età di 22 anni, le sue ultime in carriera in un qualunque campionato della Football League.

#### Gli anni in quinta divisione
Il 2 settembre 2009 Ashikodi firma un contratto con il Kettering Town, club di Conference Premier (la quinta divisione inglese); fa il suo esordio con i rossoneri tre giorni più tardi, quando subentra dalla panchina nell'incontro vinto per 2-0 in casa contro l'Altrincham segnando il primo gol e servendo un assist per il secondo. Nel gennaio del 2010 dopo aver segnato 6 reti in 14 presenze (più anche 2 reti in 4 presenze in FA Cup) rescinde il contratto ed il 19 gennaio ne firma uno con l'Ebbsfleet Utd, con cui il giorno stesso fa il suo esordio e segna anche la sua prima rete, trasformando un calcio di rigore proprio contro la sua ultima ex squadra (che tuttavia si impone con il punteggio di 2-1). La sua permanenza nel club biancorosso, protrattsi fino a fine stagione (quando gli scade il contratto), si rivela essere particolarmente positiva, visto che riesce a chiudere in doppia cifra di reti, con 10 centri in 15 presenze.
A fine anno fa ritorno al Kettering Town, con cui nella stagione 2010-2011 a causa di vari infortuni ha però un impiego molto limitato (segna un gol in sole 6 partite giocate); viene comunque riconfermato in rosa anche per la stagione 2011-2012, nella quale il 27 settembre 2011 è anche protagonista in negativo di un episodio di gioco con il compagno di squadra Jean-Paul Marna: i due litigano per decidere chi debba calciare un calcio di rigore, che alla fine viene tirato e sbagliato da Ashikodi, con Marna che sul successivo calcio d'angolo va in rete; i due proseguono però la lite (colpendosi anche a vicenda con dei pugni), venendo entrambi espulsi. Nonostante l'episodio, entrambi dopo breve tempo vengono reintegrati in rosa (Ashikodi in stagione gioca infatti 19 partite, 17 delle quali in campionato, con 6 gol segnati), salvo poi nel novembre del 2011 venire ufficialmente messi sul mercato insieme a tutto il resto della rosa della prima squadra per via dei problemi economici del club.
Per questo motivo, il 23 novembre l'attaccante passa in prestito fino al 31 dicembre 2011 allo York City, altro club di quinta divisione; durante il prestito gioca 5 partite e segna un unico gol, nel 7-0 del 3 dicembre 2011 proprio ai danni del Kettering Town, che peraltro appena terminato il prestito lo cede a titolo definitivo (con un contratto fino a fine stagione) allo stesso York City, con cui l'attaccante pur giocando altre 3 partite non trova più la via del gol, partecipando comunque alla vittoria di un FA Trophy e dei play-off con i Minstermen. A fine anno fa così ritorno all'Ebbsfleet United, sempre in quinta divisione. La sua seconda esperienza nel club comincia sulla falsariga della prima, con una rete nella prima giornata di campionato (un successo per 5-4 sul campo del Nuneaton Town, seguita da un'altra marcatura due settimane più tardi nella sconfitta per 4-2 sul campo dell'Hereford United; dopo questo exploit iniziale, tuttavia, Ashikodi pur giocando saldamente da titolare rimane quasi 2 mesi (più precisamente dal 25 agosto al 22 ottobre) senza segnare, fino a quando non decide la sfida di FA Cup vinta per 1-0 sul campo del Woking. Nel prosieguo della stagione (in cui gioca 26 partite totali, 23 delle quali in campionato) perde il posto da titolare e, di fatto, non segna ulteriori reti, rimanendo svincolato a fine anno.

#### Gli ultimi anni nelle serie minori
Dal 2013 al 2018, anno in cui all'età di 31 anni si ritira definitivamente dal mondo del calcio, Ashikodi continua a giocare con vari club semiprofessionistici, la maggior parte dei quali facenti parte geograficamente della Greater London: di fatto,  si tratta comunque sempre di militanze estremamente ridotte (spesso anche solo di un paio di partite), tanto che in cinque anni veste le maglie di venti diversi club, la maggior parte dei quali militanti tra la settima e l'ottava divisione inglese (con anche alcune eccezioni rispettivamente in sesta e nona divisione). Durante tutti questi anni, gli unici club con cui trova una relativa stabilità (superando quantomeno la doppia cifra di partite giocate) sono Cray Wanderers e Walton Casuals.

### Nazionale
Nel corso degli anni ha giocato numerose partite nelle nazionali giovanili inglesi Under-16, Under-17, Under-18 ed Under-19.
In seguito ha scelto di rappresentare Antigua e Barbuda, con la cui nazionale maggiore nel 2012 ha giocato 2 partite, entrambe valevoli per le qualificazioni ai Mondiali del 2014.

## Palmarès

### Club

#### Competizioni nazionali
- FA Trophy: 1

York City: 2011-2012